# Василий Кочетков
Василий Николаевич Кочетков (1785, Спаское, Курмишски район, Симбирска губерния, Руска империя – 31 май [ 12 юни ] 1892, Белозерск, Руска империя) – руски военен, живял 107 години и участвал в 10 войни, „войник на трима императори“ (Александр I, Николай I, Александър II), участник в Отечествената война от 1812 г. , Руско-турската война (1828 – 1829), войната с полските въстаници (1830 – 1831), Кавказката война (1844- 1849), Кримската война, Руско-турската война (1877 – 1878) и други войни от неговото време.

## Биография
Василий Николаевич Кочетков е роден през 1785 г. в Симбирска губерния в семейство на военен. Постъпва на военна служба от кантонистите на Лейб-гренадирския полк на 7 март 1811 г. Първоначално е музикант с чин подофицер, след това боен подофицер и старши фелдфебел.
По време на Отечествената война от 1812 г. Кочетков се бие в редиците на лейб-гренадирския полк при Бородино, след това участва в задгранична кампания, бие се близо до Лайпциг и превзема Париж.
През 1820 г. е преместен в Павловския лейб-гвардейски полк, с който преминава през Руско-турската война от 1828 – 1829 г. След това участва във войната срещу полските въстаници, където през 1831 г. Кочетков участва в щурма на Варшава.
През 1833 г. е преместен в Лейбгвардейската кавалерийска пионерна дивизия. След разформироването на това подразделение през 1843 г. Кочетков е изпратен в Кавказкия театър на военните действия, „за да се обучава на бързи реки в правилното спускане, насочване, укрепване и демонтиране на понтонни мостове“. Тук той е назначен в Нижегородския драгунски полк и по негово желание остава да служи в кавказките войски, след като е получил разрешение за това от фелдцайхмайстера велик херцог Михаил Павлович, като запазва заплатата на гвардейците.
През годината Кочетков е ранен два пъти: във врата и в двата крака със смазан ляв крак, но всеки път се връща на служба. В боевете при село Дарго през 1845 г. отново е ранен в левия пищял и е пленен от горците. Прекарал в плен девет месеца и 23 дни, Кочетков успява да избяга, когато раната зарасна, проявявайки чудеса на съобразителност, за което е награден с Георгиевски кръст 4-та степен.
През 1849 г. Кочетков е в Унгария с полка си, участвайки в потушаването на унгарското въстание срещу австрийското владичество. Връщайки се от похода, той издържа изпита за офицерско звание по служба, но отказва да бъде произведен в офицер. Той получи сребърен шеврон на ръкава на униформата си, офицерски ремък на сабята си и правото да получава 2/3 от заплатата на прапорщика. До 1851 г. Кочетков служи в щаба на Кавказкия корпус.
През 1851 г. Кочетков се пенсионира, но две години по-късно отново се връща на служба във връзка с избухването на Кримската война, завършвайки в Казанския егерски полк. Той е сред защитниците на Севастопол, където участва в набези с екипи от ловци (доброволци), а по време на защитата на Корниловския бастион отново беше ранен от фрагменти от бомба, която избухна наблизо.
В края на войната с личен указ на Александър II Кочетков е преместен в Лейбгвардейския драгунски полк, а през 1862 г. е зачислен в почетната рота на дворцовите гренадири.
През 1869 г. той подава доклад до Висшето име с молба да му позволи да се премести в части, действащи в централноазиатския театър на военните действия. Той е зачислен в Туркестанската конна артилерийска бригада от планински оръдия като фойерверк 1-ви клас и при заминаването императорът лично му дава петдесет рубли. В Централна Азия Кочетков през 1873 г., в отряд под командването на генерал-адютант Кауфман, марширува през пустинята и превзема Хива.
Паметен знак на Василий Кочетков (Уляновск, 2023 г.).
През 1874 г., отново по императорско командване, той е назначен да служи в императорския влаков конвой, но през 1876 г. Сърбия и Черна гора се противопоставят на Османската империя на Балканите. 92-годишният Василий Кочетков също отива да помогне на славянските братя като част от отряд от пет хиляди руски доброволци. С началото на Руско-турската война постъпва в 19-та конна артилерийска бригада. Участва в боевете при Шипченския проход, където Василий Кочетков губи левия си крак.
През 1878 г. „за отличие“ е преместен в лейбгвардейската конна артилерийска бригада. Той служи там още 13 години и най-накрая се пенсионира. Според „Бюлетин на военното духовенство“ Василий Николаевич Кочетков умира на 31 май (12 юни) 1892 г. на 107-годишна възраст в Белозерск, докато пътува от Санкт Петербург към родината си.

## Награди
Бойният път на Василий Кочетков, който служи в 12 военни части от три военни клона (пехота, кавалерия и артилерия), е белязан в участие в десет кампании и получаване на шест рани. По време на службата си той получава 23 бойни кръста и медали и други отличителни знаци, включително: „ Знак на военния орден IV степен “, кръст „За преминаване на Дунава“, кръст „За служба в Кавказ“ и др.

## Памет
На 12 декември 2012 г. на булевард „Нови Венец“ в Уляновск е открит камък, на мястото на който през май 2013 г. трябва да бъде издигнат паметник на „руския войник Василий Кочетков“. Но поради дискусии за реалността на съществуването на такъв човек, инсталирането на паметника е отложено.